# A Chinese Ghost Story
A Chinese Ghost Story (cinese tradizionale: 倩女幽魂; cinese semplificato: 倩女幽魂; pinyin: Qiàn Nǚ Yōu Hún; jyutping: Sin6 Neoi5 Jau1 Wan4) è un film del 2011 diretto da Wilson Yip e con protagonisti Louis Koo, Liu Yifei, Yu Shaoqun, Kara Hui, Louis Fan e Wang Danyi Li.
Il film è un adattamento di una delle novelle del famoso autore Pu Songling, inclusa nella raccolta Racconti straordinari dello studio Liao, una serie di novelle a tema fantastico ambientate nell'antica Cina. Il film, inoltre, è il remake di un film omonimo del 1987, diretto da  Ching Siu-tung e prodotto da Tsui Hark.
È conosciuto anche con il titolo di A Chinese Fairy Tale.